# (22713) 1998 RK79
1998 أر كي 79 (ويعرف أيضًا باسم (22713) 1998 أر كي 79 وفق تسمية الكوكب الصغير) (بالإنجليزية: 1998 RK79)‏ هو كويكب ضمن حزام الكويكبات؛ وترتيبه 22713 من حيث الاكتشاف.
اكتُشف هذا الجُرم الفلكي بواسطة بحث لنكولن عن الكويكبات القريبة من الأرض في 14 سبتمبر 1998.

## وصلات خارجية
- (22713) 1998 RK79 في قاعدة بيانات مختبر الدفع النفاث لأجرام النظام الشمسي الصغيرة

- الاكتشاف · مخطط المدار ·  العناصر المدارية · المعلمات المادية

- (22713) 1998 RK79 على موقع ويكي سكاي: DSS2, SDSS, GALEX, IRAS, Hydrogen α, X-Ray, Astrophoto, Sky Map, Articles and images